# Nagymaros (hajó)
A Nagymaros Moszkva típusú folyami motoros személyhajó, amely a Dunán üzemel kirándulóhajóként. 

## Története
A Moszkva típusú (R–51E) hajót 1976-ban építették a  Moszkvai Hajóépítő és Hajójavító Üzemben. Még abban az évben a Maharthoz került, azóta a Dunán üzemel. Napjainkban a MAHART–PassNave tulajdonában van.